# France 2
France 2 (RTF Télévision 2 fino al 1975 e Antenne 2 fino al 1992) è un canale televisivo pubblico francese di proprietà del gruppo France Télévisions che comprende anche France 3, France 4, France 5 e France Ô. È nato il 18 aprile 1964 e ha preso la sua denominazione attuale il 7 settembre 1992 con la creazione del gruppo France Télévision. Dal 1975, dopo la riorganizzazione della radio-televisione pubblica francese, fino al 1992 si chiamò Antenne 2.  Il 6 giugno 2025 il canale verrà unito al  multi canale  France.tv

## Storia

### Anni novanta e duemila
Il 7 settembre 1992, i canali pubblici francesi prendono il nome di France Télévisions: Antenne 2 diventa France 2 e FR3 diventa France 3.

Dopo l'uscita del libro di Pierre Péan, Une jeunesse française, Jean-Pierre Elkabbach, presidente di France Télévisions, pone alcune domande a François Mitterrand a proposito di France 2 il 12 settembre 1994. Il 3 novembre, il deputato Alain Griotteray denuncia all'Assemblea nazionale i contratti esorbitanti concessi dal presidente agli animatori-produttori di France 2 (Jean-Luc Delarue, Nagui e Arthur), provocando la sostituzione del presidente con Xavier Gouyou-Beauchamps il 2 giugno 1996, senza rimettere in causa i contratti dello scandalo.

Il 31 marzo 1998, France Télécom, France 2, arte e La Cinquième lanciano Mezzo, un canale tematico consacrato alla musica, alla danza e all'opera in sostituzione del canale France Supervision.

Nel 1999, l'arrivo di La Cinquième (diventata France 5) trasforma il gruppo pubblico in France Télévisions ai quali si aggiunge successivamente Réseau France Outre-mer o RFO (da luglio 2004) e France 4 (ex-Festival, solo digitale) nel marzo 2005.

Dall'7 aprile 2008, il canale diventa il primo in Francia a trasmettere integralmente in 16:9 in DVB-T.
Nel 2023 pianifica di trasmettere le Olimpiadi di Parigi 2024 in UHD e poi di continuare a trasmettere in 4K eventi sportivi e concerti, fino al completo abbandono dell'UHD a favore del 4K entro il 2029.

## Organizzazione

### Presidenza
| Presidente          | Periodo                             | Note                            |
| ------------------- | ----------------------------------- | ------------------------------- |
| Marcel Jullian      | 1º gennaio 1975 - dicembre 1977     |                                 |
| Maurice Ulrich      | dicembre 1977 - agosto 1981         |                                 |
| Pierre Desgraupes   | agosto 1981 - ottobre 1984          |                                 |
| Jean-Claude Héberlé | ottobre 1984 - settembre 1985       |                                 |
| Jean Drucke         | settembre 1985 - dicembre 1986      |                                 |
| Claude Contamine    | dicembre 1986 - 10 agosto 1989      |                                 |
| Philippe Guilhaume  | 10 agosto 1989 - 19 dicembre 1990   | presidenza comune Antenne 2/FR3 |
| Hervé Bourges       | 19 dicembre 1990 - 7 settembre 1992 | presidenza comune Antenne 2/FR3 |

A partire dal 7 settembre 1992, i dirigenti sono quelli di France Télévisions.

### Direzione generale
| Direttore generale   | Periodo                             |
| -------------------- | ----------------------------------- |
| Jacques Thibau       | luglio 1965 - novembre 1967         |
| Maurice Cazeneuve    | novembre 1967 - settembre 1971      |
| Pierre Sabbagh       | settembre 1971 - 3 luglio 1972      |
| Jean Lefèvre         | 3 luglio 1972 - 27 settembre 1989   |
| Jean-Michel Gaillard | 27 settembre 1989 - 10 gennaio 1991 |
| Eric Giuily          | 10 gennaio 1991 - settembre 1992    |
| Georges Vanderchmitt | settembre 1992 - gennaio 1994       |
| Raphaël Hadas-Lebel  | gennaio 1994 - giugno 1996          |
| Michel Pappalardo    | giugno 1996 - giugno 1999           |
| Michèle Cotta        | giugno 1999 - giugno 2002           |
| Christopher Baldelli | giugno 2002 - settembre 2005        |
| Philippe Baudillon   | da settembre 2005                   |

### Direttori dell'informazione
| Direttore             | Periodo                         |
| --------------------- | ------------------------------- |
| Jean-Louis Guillaud   | gennaio 1969 - settembre 1969   |
| Jacqueline Baudrier   | settembre 1969 - 3 luglio 1972  |
| Jean-Louis Guillaud   | 3 luglio 1972 - 1º gennaio 1975 |
| Jacques Sallebert     | 6 gennaio 1975 - maggio 1976    |
| Georges Leroy         | maggio 1976 - settembre 1976    |
| Charles Baudinat      | settembre 1976 - gennaio 1977   |
| Jean-Pierre Elkabbach | gennaio 1977 - dicembre 1982    |
| Pierre Lescure        | dicembre 1982 - dicembre 1984   |
| Albert du Roy         | dicembre 1984 - marzo 1985      |
| Pierre-Henri Arnstam  | marzo 1985 - 1986               |
| Marcel Trillat        | 1986                            |
| Claude Carré          | 1991 - 1992                     |
| Jean-Luc Mano         | dicembre 1993 - giugno 1995     |
| Pierre-Henri Arnstam  | giugno 1995 - maggio 2000       |
| Gérard Leclerc        | maggio 2000 - luglio 2002       |
| Olivier Mazerolle     | luglio 2002 - marzo 2004        |
| Arlette Chabot        | da marzo 2004                   |

## Ricezione in Italia
In Italia, oltre alla ricezione "per sforamento" nelle zone di confine (anche - dal 1989 al 1999 - nella Sardegna meridionale e nella Sicilia occidentale tramite gli impianti situati in Tunisia della rete RTT2/Canal 21), France 2 si riceveva in varie regioni negli anni settanta, inizialmente in SÉCAM e successivamente, dal 1983, in PAL grazie a Telecentro Toscana.
La diffusione di France 2 (allora Antenne 2) in Italia iniziò nel 1972 quando imperversava la lotta tra il sistema di tv a colori PAL (che fu adottato dal Governo Italiano) e il francese SÉCAM. Persa la battaglia tecnologica, il canale francese vinse però quella culturale, trovando numerosi fedeli telespettatori.
Ma già un paio di anni prima, nell'estate del 1970, Mauro Montagni decise di installare un ripetitore sul monte Secchieta (tra le province si Firenze e Arezzo) per ricevere i mondiali del Messico a colori. L'esperimento avvenne in collaborazione con il quotidiano "La Nazione" e il segnale era ricevuto in banda da Bastia. Del fatto si interessò l'ambasciata francese e nacque l'Aifratef, associazione per l'ascolto della tv francese. Secondo la legge 103/75 gli spazi pubblicitari venivano cassati (al loro posto un monoscopio o altre immagini fisse) e la potenza di trasmissione rimase per degli anni inferiore ai 200 watt apparato, proprio perché fedeli al testo normativo. Antenne 2 stipulò con Mauro Montagni tramite la sua ditta R.T.M. (ripetitori televisivi Montagni) un contratto di diffusione del segnale in Italia e manutenzione degli impianti inviando dalla Francia apparecchiature R.F. della LGT. Dal 1º agosto 1983 la ricezione non fu più in Secam (tra l'altro Montagni ebbe anche la bravura di togliere la modulazione contraria che faceva apparire il programma in negativo) ma in Pal, utilizzando il transponder satellitare. Stufi di avere canali sempre interferiti nella seconda metà degli anni Ottanta Aifratef sostituì i vecchi impianti (quelli storici erano Valcava Funivia 53, M. Cimone 43, M. Secchieta originariamente 50 successivamente spostato sul 57, M. Amiata 41 e M. Guadagnolo 51) con altri molti più potenti. Nel 1989 anche Telecentrotoscana, emittente di proprietà di Montagni, passò alla ripetizione di Antenne 2 (con in dote numerosi canali in Toscana, fino alla Spezia). Nel 1990 fu la volta di Teleriviera di Alassio che portò il segnale dal confine francese sino a Sestri Levante. Anche la RAI, con un apposito accordo previsto nella convenzione con lo Stato, aveva iniziato in Valle d'Aosta il 1 ottobre 1975 la ripetizione del segnale francese. Nella prima metà degli anni Novanta Antenne 2 divenne France 2. Nel 2000 Aifratef, Telecentrotoscana e Teleriviera divennero un tutt'uno (con l'uscita definitiva di scena di Montagni) e ottenendo la concessione come tv commerciale in  moltissime regioni.
La copertura è progressivamente cresciuta fino a comprendere Valle d'Aosta, Piemonte, Lombardia, Toscana, Emilia-Romagna e Lazio.
Dagli anni 2000 inizia un lento declino della ritrasmissione di France 2 in italia, quando i finanziamenti per il servizio smisero di essere erogati; Nel mese di maggio 2003 arrivò quindi la decisione di cedere le frequenze.
Tra l'ottobre del 2003 ed il gennaio del 2004 tutte le frequenze sono state cedute ad eccezione di quella della zona di Roma che è stata utilizzata per la diffusione del mux Rete A del gruppo L'Espresso da fine 2006.
Dal giorno 11 dicembre 2006 fino al 7 giugno 2007, France 2 è tornato ad essere visibile in tutta Italia in digitale terrestre all'interno del multiplex Rete A1, insieme a All Music.
Attualmente la copertura via etere è limitata alle zone di confine. A partire dal 7 giugno 2007 France 2 sul mux Rete A1 è stata sostituita con France 24, stessa sorte che ha avuto in Valle d'Aosta nel marzo 2022.
Il canale resta ricevibile in chiaro via satellite sul satellite Atlantic Bird 3 tramite i transponder di servizio che alimentano i mux terrestri (in tecnica multistream) ed è tuttora seguito da molti italiani e dalla comunità francofona presente in Italia.
Il suo telegiornale delle 20 è ridiffuso da TV5 Monde, disponibile sul satellite e in pacchetti di IPTV.
Trasmette, inoltre, su internet in differita i telegiornali delle 8, delle 13 e delle 20 (in francese).

## Loghi

7 settembre 1992 - 7 gennaio 2002
7 gennaio 2002 - 7 aprile 2008
7 aprile 2008 - 29 gennaio 2018
In uso dal 29 gennaio 2018
In uso dal 29 gennaio 2018 sulle grafiche e dal 29 gennaio 2018 al 5 giugno 2025 in sovraimpressione
In uso dal 6 giugno 2025 (in sovrimpressione)